# Neckar-Echo

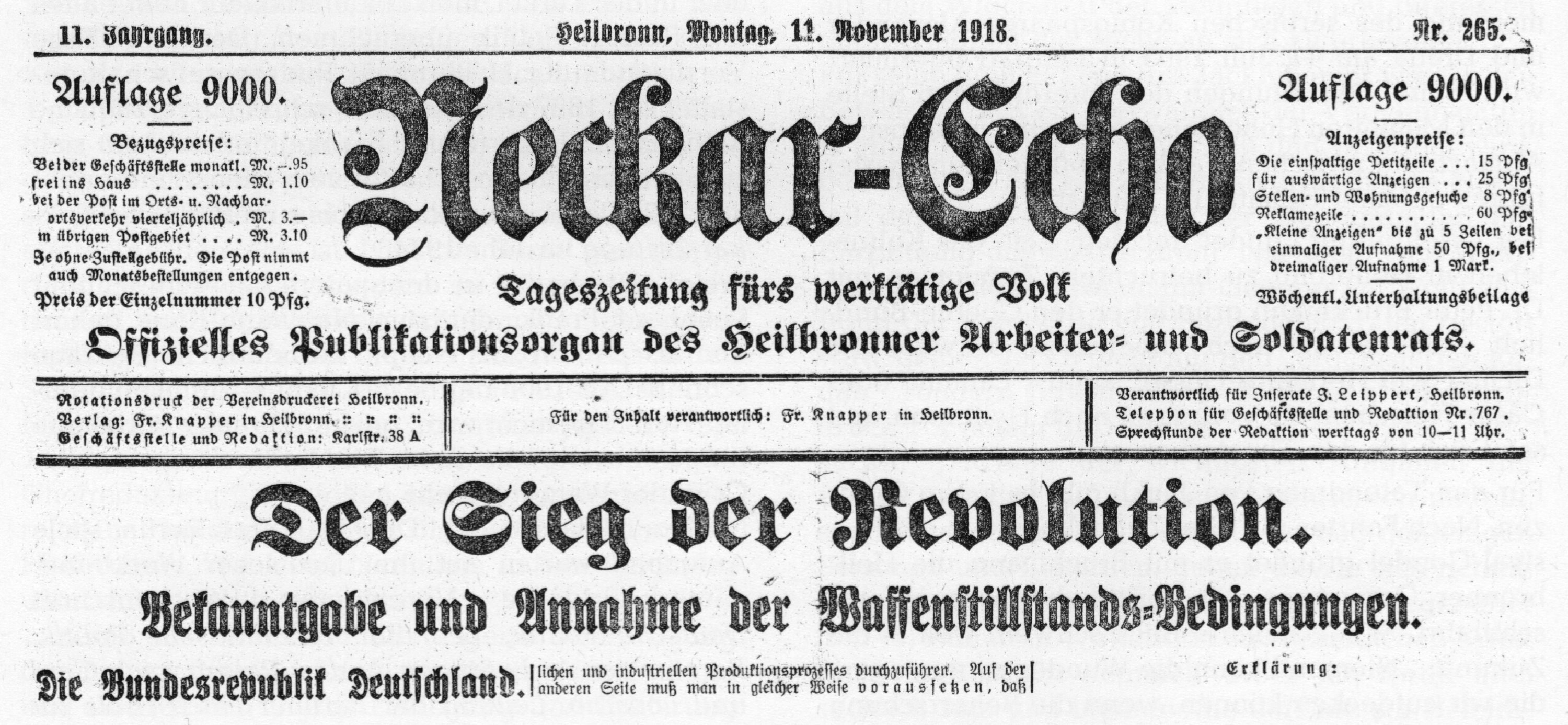
Das Neckar-Echo im November 1918 als „Offizielles Publikationsorgan des Heilbronner Arbeiter- und Soldatenrats“

Das Neckar-Echo war eine regionale Tageszeitung der SPD, die von 1908 bis 1933 in Heilbronn erschien und dann auf Betreiben der Heilbronner Nationalsozialisten um Kreisleiter Richard Drauz verboten wurde. Nach Kriegsende erschien das Neckar-Echo ab 1949 erneut, wurde 1967 aber endgültig eingestellt.
Die Zeitung entstand, nachdem der bei der Reichstagswahl am 25. Januar 1907 unterlegene Heilbronner SPD-Kandidat Franz Feuerstein das Fehlen einer sozialdemokratischen Zeitung in der Stadt beklagte, die die SPD-Kandidaten in ähnlicher Weise unterstützen könne wie beispielsweise die liberale Neckar-Zeitung die liberalen Kandidaten. Auf Feuersteins Vorschlag wurde im Juni 1907 die Produktiv-Genossenschaft Vereinsdruckerei gegründet, deren Ziel die Herausgabe einer SPD-Zeitung war. Innerhalb von zwei Jahren traten 1430 Mitglieder mit Anteilen von jeweils 10 Mark (später 20 Mark) ein, die wöchentlich 50 Pfennig zahlten. Bis 1908 kamen rund 20.000 Mark zusammen, und am 27. Februar 1908 erschien die erste Ausgabe des Neckar-Echos als Tageszeitung fürs werktätige Volk (so der Untertitel) mit einer gedruckten Auflage von 3000 Exemplaren. Erster Redakteur wurde Gotthilf Hitzler (1882–1933).
Die Zeitung war erfolgreich, die Auflage stieg, neue Druck- und Setzmaschinen konnten angeschafft werden. Mit Unterstützung des Neckar-Echos wurde der SPD-Kandidat Feuerstein bei der nächsten Reichstagswahl am 12. Januar 1912 als erster Sozialdemokrat aus Heilbronn in den Reichstag gewählt. Im September 1912 übernahm der spätere Landtagsabgeordnete (ab 1919) und Innenminister (ab 1945) Fritz Ulrich die Chefredaktion, die er bis 1933 innehatte. 1925 ermöglichte der Erfolg der Zeitung der Vereinsdruckerei den Kauf eines Grundstücks (Nr. 40) an der Allee in Heilbronn, auf dem ein Neubau errichtet wurde, in den Druckerei und Redaktion aus den bisherigen gemieteten Räumlichkeiten umzogen. Die Auflage des Neckar-Echos stieg bis 1929 auf 15.000 Exemplare, und 1933 war die Zeitung in Bezug auf Auflage und Leserdichte führend unter den SPD-Blättern.
Wegen eines am 4. März 1933 erschienenen Artikels verbot das württembergische Innenministerium am 7. März das Neckar-Echo mit sofortiger Wirkung zunächst bis zum 17. März, weil durch seine Berichterstattung „die öffentliche Sicherheit und Ordnung“ gefährdet sei. Am gleichen 7. März erschien das Neckar-Echo zum vorerst letzten Mal mit einer einseitigen Ausgabe und der großen Schlagzeile „Verboten!“. Am 12. März besetzte ein Trupp aus rund 70 bewaffneten SA-Männern die Vereinsdruckerei, Chefredakteur Ulrich wurde am 15. März im Stuttgarter Landtag verhaftet. Alle Konten der Vereinsdruckerei wurden gesperrt, die Immobilien beschlagnahmt. Die Gebäude und Maschinen des Neckar-Echos nutzte in der Folge die NS-Zeitung Heilbronner Tagblatt. Das eigentlich bis zum 17. März befristete Verbot des Neckar-Echos wurde damit dauerhaft. Nach der Ausschaltung der anderen Heilbronner Zeitungen existierte bald nur noch das Heilbronner Tagblatt.
Nach dem Ende der NS-Diktatur konnten in Deutschland zunächst nur Lizenzzeitungen mit Genehmigung der Militärregierung erscheinen. In Heilbronn war dies ab 1946 die Heilbronner Stimme. Parteizeitungen wie das Neckar-Echo hatten keine Chance auf Zulassung, erst nach Aufhebung der Lizenzpflicht 1949 konnten sie wieder erscheinen. Das Neckar-Echo erschien erstmals wieder am 30. Juli 1949. Beide Zeitungen wurden bis zum Oktober 1950 im Gebäude der Vereinsdruckerei auf denselben Maschinen gesetzt und gedruckt. Bis 1952 hatte das Neckar-Echo eine Vollredaktion, danach nur noch eine Heilbronner Lokalredaktion. Trotz einer Auflagensteigerung auf 32.000 Exemplare konnte das Neckar-Echo aber nicht mit der Heilbronner Stimme mithalten und fuhr Verluste ein. Auch die 1962 erfolgte Fusion mit der AZ-Pressegemeinschaft Mannheim, Karlsruhe, Freiburg, Heilbronn und die damit einhergehende Umbenennung in AZ Allgemeine Zeitung mit dem Untertitel Neckar-Echo für das württembergische Unterland konnten die Einstellung nur verzögern, die schließlich wegen des „unerträglich gewordenen Unkostendrucks“ mit der letzten Ausgabe vom 30. Juni 1967 erfolgte.